# Serra da Arrábida
A Serra da Arrábida formou-se há cerca de 7 milhões de anos na consequência da colisão das placas Africana e Euro-Asiática que deu igualmente origem à formação do mar Mediterrâneo, num processo que durou centenas de milhões de anos.

A Serra da Arrábida, está integrada no Parque Natural da Arrábida, é constituída por terrenos acidentados com fortes níveis situados na margem norte do estuário do Rio Sado, no concelho de Setúbal, em Portugal, com o ponto mais alto a 501 metros de altitude e características  peculiares de clima e flora. O seu clima é temperado mediterrânico, apresentando  uma flora rica em espécies mediterrânicas, tais como a azinheira, sobreiro, carvalho.
Aqui viveram os poetas Frei Agostinho da Cruz e Sebastião da Gama, e fizeram assim da serra um motivo recorrente nas suas obras.
É alvo de várias excursões turísticas. Também é muito procurada por praticantes de  Escalada, Trail, BTT e Montanhismo.

## Origem do topónimo Arrábida
O topónimo Arrábida tem origem desconhecida. Há quem pense que vem do castelhano Rábida, através do árabe al-ribat, e defenda que «arrábita» é uma palavra de origem árabe que significa grosso modo «local de oração», ligando-se semanticamente ao verbo "vigiar" em árabe. Outra hipótese para a origem deste topónimo bem como de outros na região tais como Évora, Sado e Sesimbra é terem origem nos povos proto e pré-históricos do sul de Portugal tais como os cónios e relacionados com a cultura megalitica ou em línguas semíticas.

## Parque Natural da Arrábida

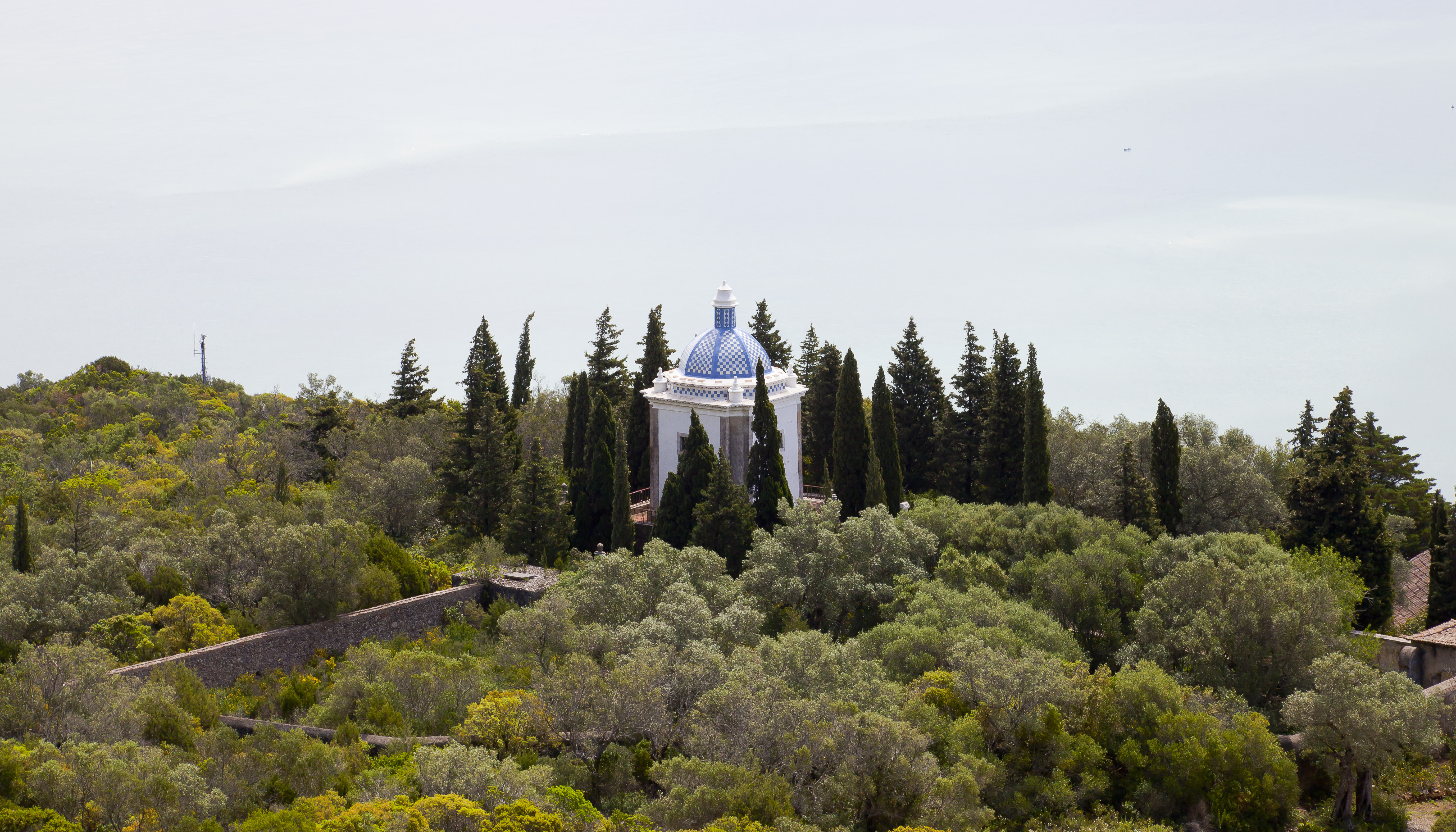
Convento da Arrábida integrado no Parque Natural.

O Parque Natural da Arrábida, fundado em 1976, com uma área aproximada de 10 800 hectares, protegendo a vegetação maquis de tipo mediterrânico nascida deste microclima com semelhanças a regiões Adriáticas, como a Dalmácia.
A fauna é bastante diversificada, apesar de ter sofrido grandes alterações desde o século XIX. Até ao início do século XX era ainda possível observar lobos e veados. Da fauna actual fazem parte, entre outros, a raposa (Vulpes vulpes), javali (Sus scrofa), lebre (Lepus capensis), o morcego, a águia de bonelli (Hieraetus fasciatus) o bufo real (Bubo bubo), a perdiz (Alectoriz rufus) e o andorinhão real (Apus melba). Em 2004, como já aconteceu anteriormente, um fogo destruiu uma parte significativa do Parque, que lentamente vem recuperando.

## Praias

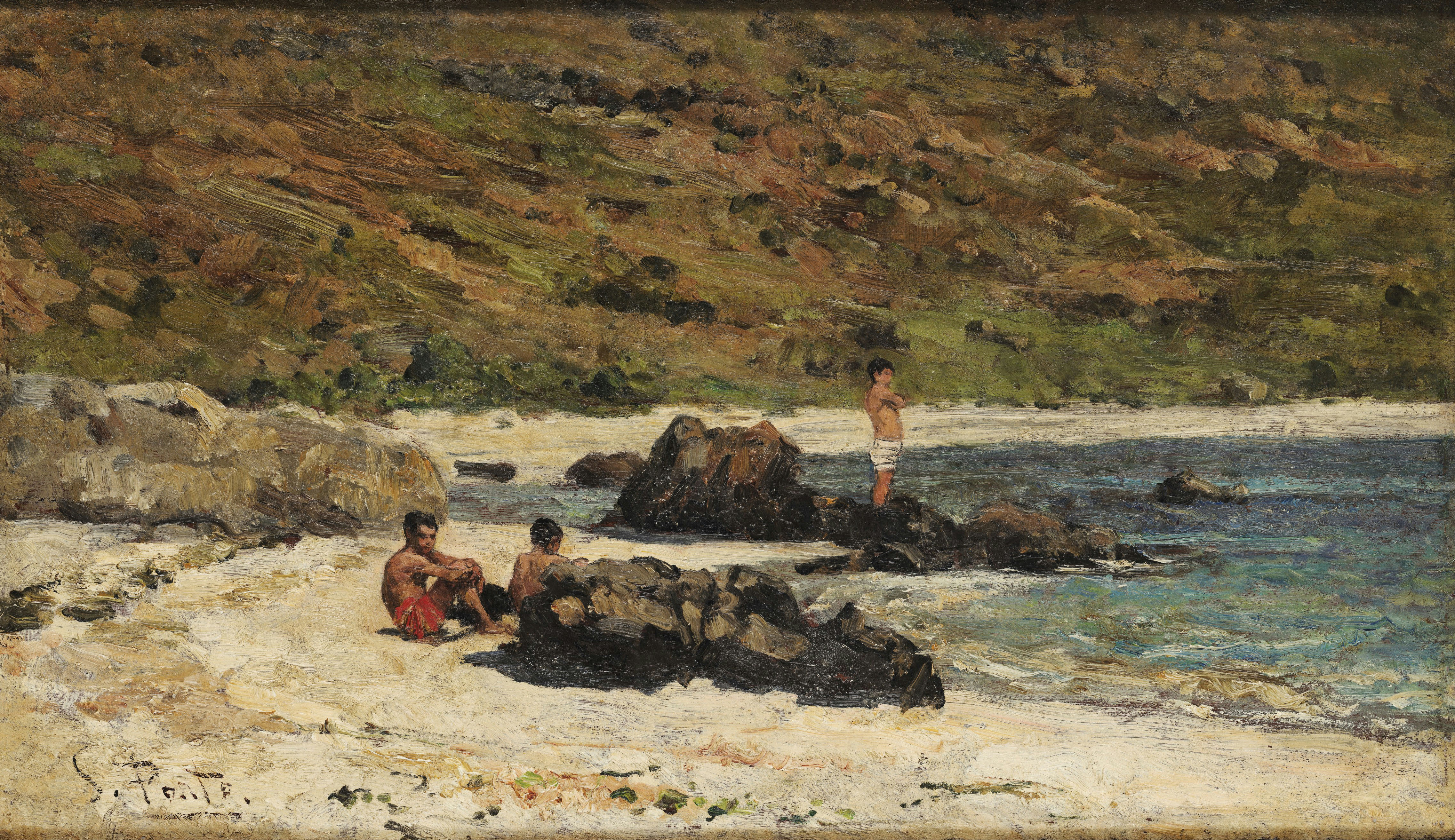
"Recanto de Praia" por António Carvalho da Silva. Um retrato da praia do Portinho da Arrábida.

As praias protegidas pela serra, de águas tranquilas e transparentes, são populares entre os habitantes de Setúbal e Lisboa. O Portinho da Arrábida uma baía com uma pequena ilha, a Anicha, que forma um porto natural abrigado pela serra é, junto com a Praia da Figueirinha, uma das mais populares da região e a Praia do Creiro, uma das maiores praias e com maior extensão costeira. Existem ainda  Galapinhos, eleita em 2017 como a melhor praia da Europa pelo portal European Best Destinations, Galapos e a Praia dos Coelhos.

## Ruínas Romanas
Junto à praia do Creiro existe uma antiga fábrica Romana de salgas de peixe.
Encontra-se parcialmente escavada e a entrada é livre.
Foto aéria do Local disponíveis no link: Fábrica do Creiro

## Convento da Arrábida

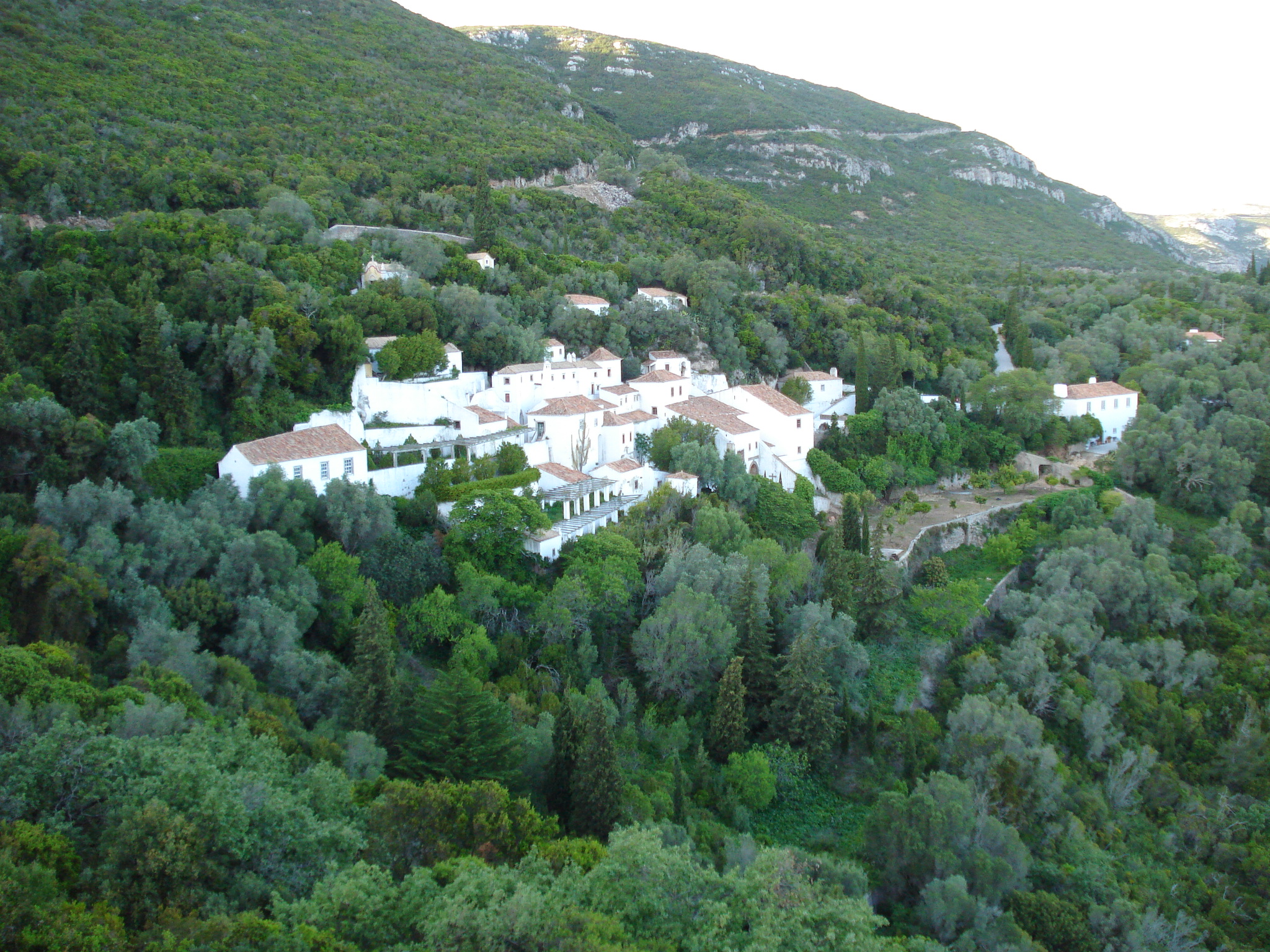
Convento de Nossa Senhora da Arrábida.

O Convento de Nossa Senhora da Arrábida fica  escondido entre as árvores da vertente sul da serra, virada para o mar. Esta construção do século XVI foi outrora um mosteiro franciscano. As cinco torres redondas sobre a falésia foram talvez usadas para meditação solitária.
O local assumiu dimensões religiosas a partir de 1250, quando, de acordo com a tradição, Hildebrando, um mercador das ilhas britânicas, ergueu uma pequena ermida a Nossa Senhora, em acção de graças pelo milagre que ali o salvou de um naufrágio.
Na primeira metade do século XVI, entre 1539 e 1542, D. João de Lencastre, 1.º Duque de Aveiro, fez erguer o primitivo convento, doado ao franciscano espanhol Frei Martinho de Santa Maria, que ali desejava viver como eremita. Por este convento passou São Pedro de Alcântara e nele se recolheu, durante vinte anos, o poeta Frei Agostinho da Cruz.
Os trabalhos de edificação prosseguiram entre a segunda metade do século XVI e a primeira metade do século XVII, pela devoção do 2.º e do 3.º Duques de Aveiro, aos quais se devem a hospedaria e as estações dos Passos da Paixão, e da da nora do 3.º Duque, responsável pelas capelas de São Paulo e de São João do Deserto. Em meados do século XVII, o 4.º Duque de Aveiro promoveu a construção da Capela do Bom Jesus.
No século XIX, com a extinção das ordens religiosas em Portugal, as instalações do Convento foram abandonadas pelos frades franciscanos (1834), sendo adquiridas pelos Duques de Palmela (1863). No final do século XX, foram adquiridas pela Fundação Oriente (1990), que as requalificou  como espaço de lisboa.

## Forte de Santa Maria da Arrábida
O Forte de Santa Maria da Arrábida, pequena fortificação marítima iniciada entre 1670 sob o reinado de D. Pedro II, com a função de defesa do chamado portinho e o Convento da Arrábida, destino de peregrinação. Reconstruído ao final do século XVIII (1798), esteve em operação até ao reinado de D. Luís.
A partir de 1932 foi adaptado às funções de pousada pelos pais do poeta Sebastião da Gama, que escreveu variados poemas sobre a Arrábida, funções que conservou até 1976. A partir de 1978 integra o Parque Natural da Arrábida como Museu Oceanográfico (1991), com um centro de biologia marinha, uma pequena loja de itens relacionados com a área protegida do parque e um café.

## Escalada na Serra  da Arrábida

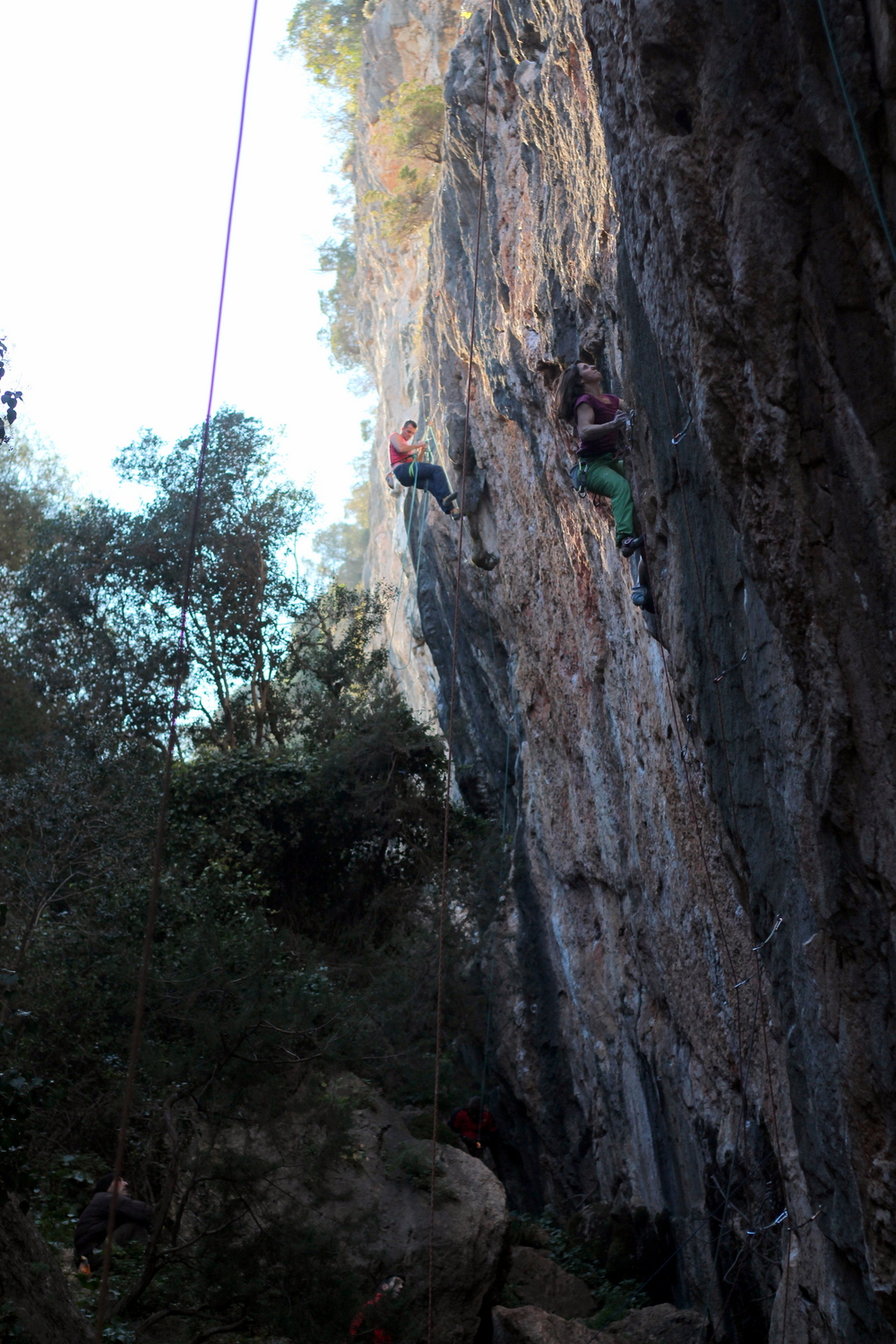
Escaladores na Fenda da Arrábida

A serra da Arrábida, nomeadamente a Fenda da Arrábida, ou Fenda do Creio, é muito procurada para a prática de escalada desportiva devido à sua formação geológica muito particular caracterizado pelos corredores ladeados de paredes quase verticais que favorecem à prática da escalada. A formação geológica dos corredores teve origem na disposição estrutural entre os calcários do Miocénico sobre os calcários do Jurássico, que associado a uma forte erosão resultante da vertente resultou no escorregamento da parte inferior e tombamento das camadas do Jurássico.
A fenda tem equipadas mais de 130 vias equipadas ao longo de 7 sectores, sendo um de iniciação, e foi totalmente reequipada e revista em 2013.

### Setores
As vias nos vários sectores têm dificuldades variantes que vão desde grau III a 8b, segundo a cotação  francesa de classificação de vias de montanha. Os setores estão batizados como:
| Nome do sector         | Número de Vias | Grau Mínimo | Grau Máximo |
| ---------------------- | -------------- | ----------- | ----------- |
| Crocodilos             | 24             | 6a          | 8b          |
| Piratas                | 17             | V+          | 7c+         |
| Cú de Judas            | 13             | III+        | 8a          |
| Amarelas               | 34             | 6a          | 8a+         |
| Carallon               | 24             | 6a+         | 8a+         |
| Giroflé - Giroflá      | 13             | 6a+         | 7b          |
| Sector Antigo (placas) | 5              | III         | V           |

nota: atualizado em 12 de Janeiro de 2015.

## Trilhos
- Trilho da California (38° 30′ 53,96″ N, 8° 59′ 45,12″ O)
- Trilho das Raizes
- Trilho dos Moinhos do Cuco
- Trilho do fim do Mundo
- Trilho da Falésia
- Trilho do Chico-das-Saias
- Trilho do Vale do Alambre
- Trilho do Carrossel do Alambre
- Trilho Maravilha
- Trilho do Deposito
- Trilho da Ribeira da Comenda
- Trilho do Almelão de Cima
- Trilho da Quinta do Viso Grande
- Trilho das Cruzes
- Trilho do Moinho da Torre
- Trilho do Pocinho da Torre
- Trilho do Casal de São Rafael